# کانگجو
کانگژو (به لاتین: Cangzhou) یک شهر مرکزی در جمهوری خلق چین است که در هبئی واقع شده‌است.

## خصوصیات
کانگجو ۱۴٬۳۸۳٫۴۶ کیلومترمربع مساحت و ۷٬۱۳۴٬۰۶۲ نفر جمعیت دارد و ۱۳ متر بالاتر از سطح دریا واقع شده‌است.